# Muchomornica delikatna

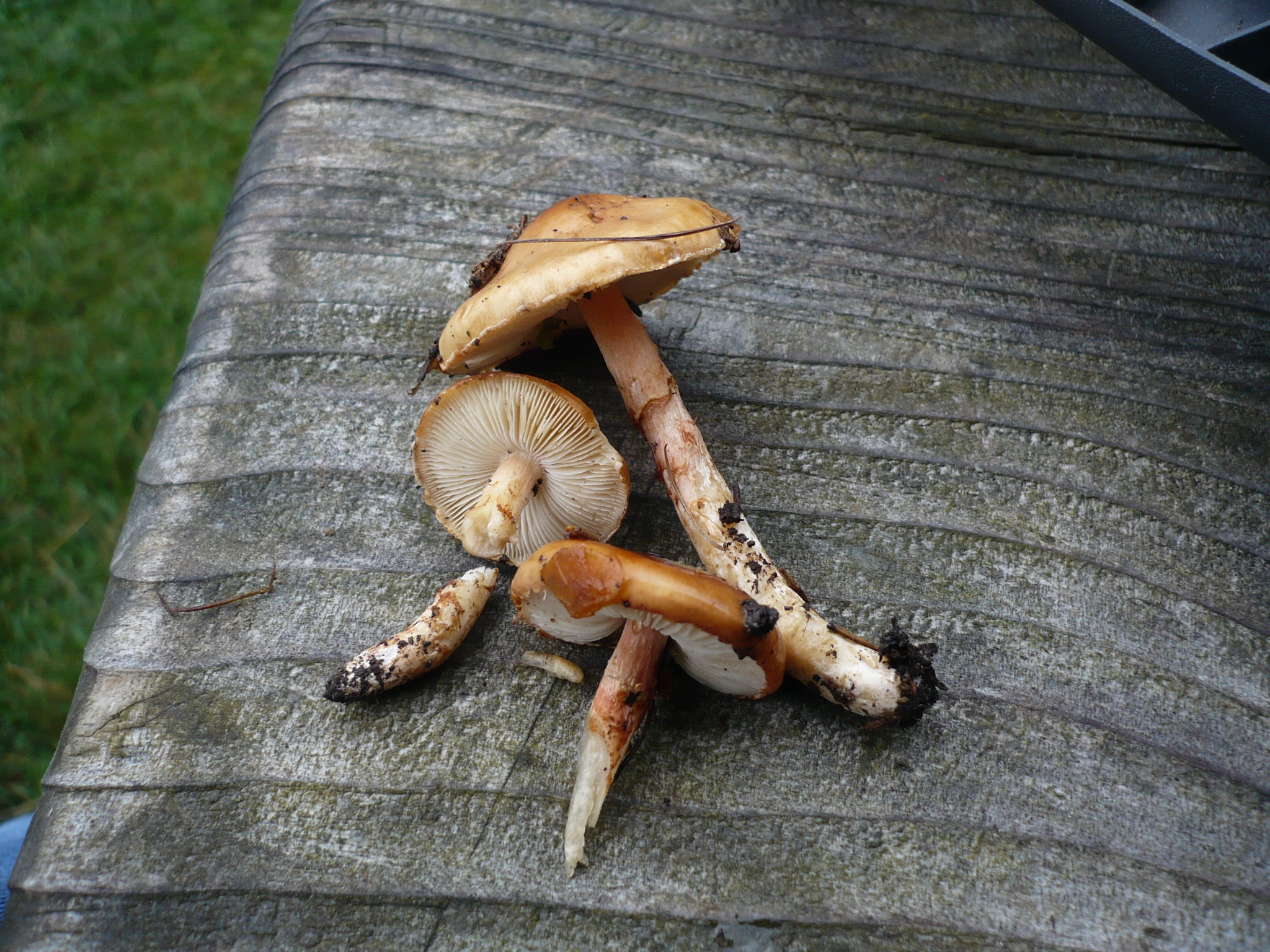

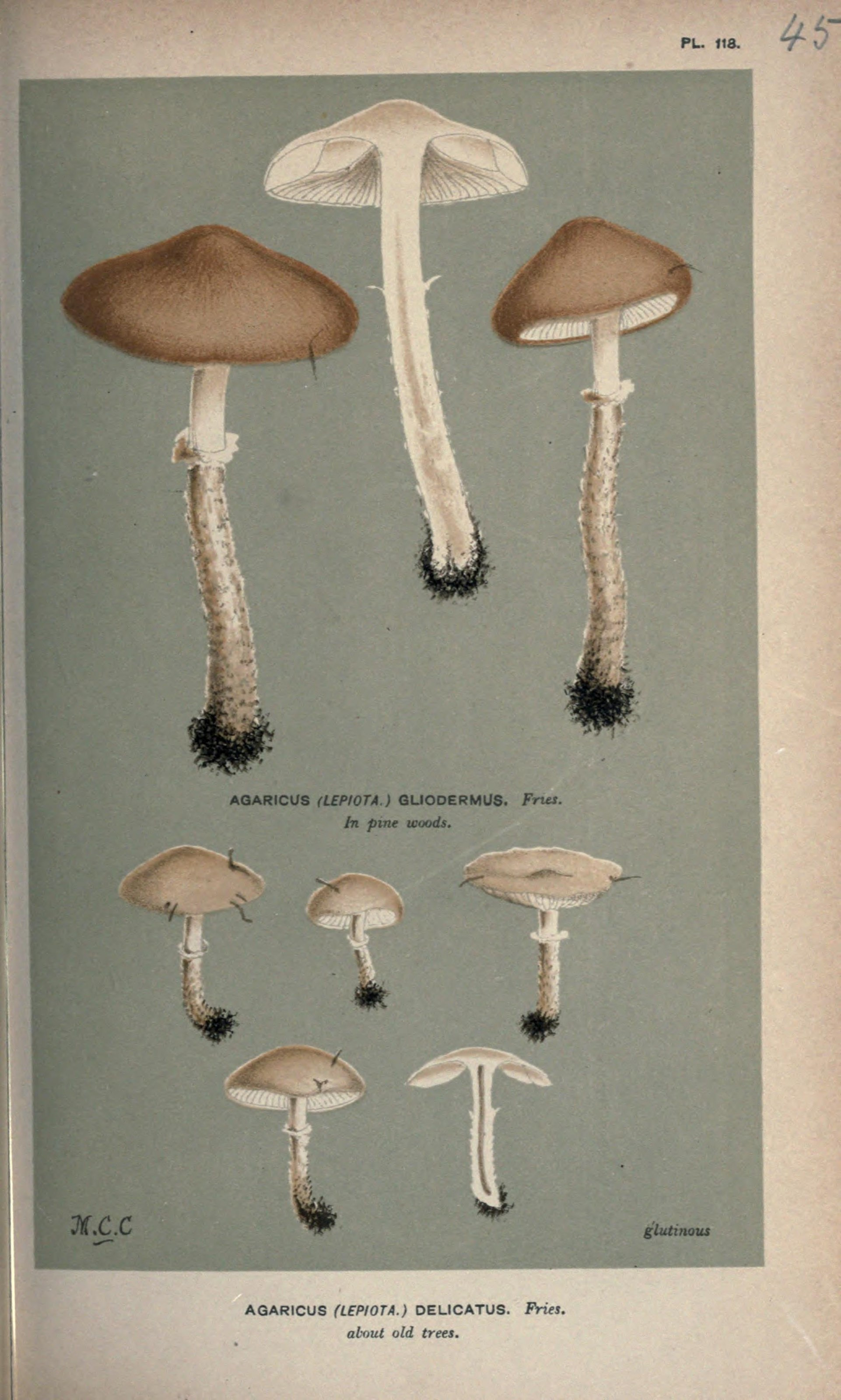
Morfologia

Muchomornica delikatna (Limacella delicata  (Fr.) Earle ex Konrad & Maubl.) – gatunek grzybów z rodziny muchomorowatych (Amanitaceae).

## Systematyka i nazewnictwo
Pozycja w klasyfikacji: Amanitaceae, Agaricales, Agaricomycetidae, Agaricomycetes, Agaricomycotina, Basidiomycota, Fungi według Index Fungorum.
Po raz pierwszy takson ten zdiagnozował w roku 1821 Elias Fries nadając mu nazwę Agaricus delicatus. Obecną, uznaną przez Index Fungorum nazwę nadali mu w roku 1930 Franklin Sumner Earle ex Paul Konrad i André Maublanc, przenosząc go do rodzaju Limacella.
Synonimów ma ponad 20. Niektóre z nich:

- Armillaria glioderma (Fr.) J.E. Lange 1935
- Lepiota delicata var. albonuda Rick 1939
- Limacella delicata (Fr.) Earle ex Konrad & Maubl. 1930 var. delicata
- Limacella delicata var. glioderma (Fr.) Gminder 1994
- Limacella delicata var. vinosorubescens (Furrer-Ziogas) Gminder 1994
- Limacella delicata var. vinosorubescens (Furrer-Ziogas) Gminder 2014
- Limacella glioderma f. brunnea (Killerm.) Neville & Poumarat 2004
- Limacella vinosorubescens Furrer-Ziogas 1969

Nazwę polską zaproponował Władysław Wojewoda w 2003 roku, Stanisław Chełchowski w 1898 r. opisywał go jako bedłka delikatna. Czasami opisywana jest też jako muchomornica kroplista.

## Morfologia
Kapelusz
Średnica 3–6 cm, kształt u młodych owocników stożkowaty lub dzwonkowaty, później łukowaty i łukowaty, w końcu rozpostarty. Brzeg długo podwinięty, czasami ze zwieszającymi się resztkami osłony. Powierzchnia czerwonobrązowa, lub pomarańczowobrązowa, młodych owocników oraz u starszych podczas wilgotnej pogody lepka, błyszcząca i śliska, podczas suchej matowa.
Blaszki
Szerokie, wolne, gęste, o gładkich ostrzach, początkowo białawe, potem jasnożółte.
Trzon
Wysokość 4–7 cm, grubość 0,7–1,2 cm, walcowaty, pełny, z błoniastym pierścieniem. Powierzchnia nad pierścieniem gładka, o barwie od białawej do różowej, pod pierścieniem kosmkowata, z paskami o barwie od ochrowo-brązowej do różowo-brązowej.
Miąższ
Biały, o mącznym smaku i zapachu.

## Występowanie
Znany jest tylko w niektórych krajach Europy. W Polsce częstość występowania i rozprzestrzenienie nie są znane. W piśmiennictwie naukowym na terenie Polski do 2003 r. opisano tylko 4 stanowiska.
Saprotrof. Owocniki wytwarza na ziemi, w lasach mieszanych i liściastych, ale także sosnowych i pod świerkami. Rośnie zarówno na ściółce liściastej, jak i na igliwiu. Pojawia się w miesiącach sierpień – październik.

## Gatunki podobne
Podobny jest łuskwiak śluzowaty (Pholiota lenta). Odróżnia się włóknisto łuskowatym trzonem (poniżej białej strefy pierścieniowej) oraz siedliskiem – rośnie na martwym drewnie.